# São Benedito do Rio Preto (kommun)
São Benedito do Rio Preto är en kommun i Brasilien.   Den ligger i delstaten Maranhão, i den nordöstra delen av landet, 1 500 km norr om huvudstaden Brasília. Antalet invånare är 17 802.
Följande samhällen finns i São Benedito do Rio Preto:
- São Benedito do Rio Preto

I omgivningarna runt São Benedito do Rio Preto växer i huvudsak städsegrön lövskog. Runt São Benedito do Rio Preto är det glesbefolkat, med 18 invånare per kvadratkilometer.